# Munksnäs-Haga-planen

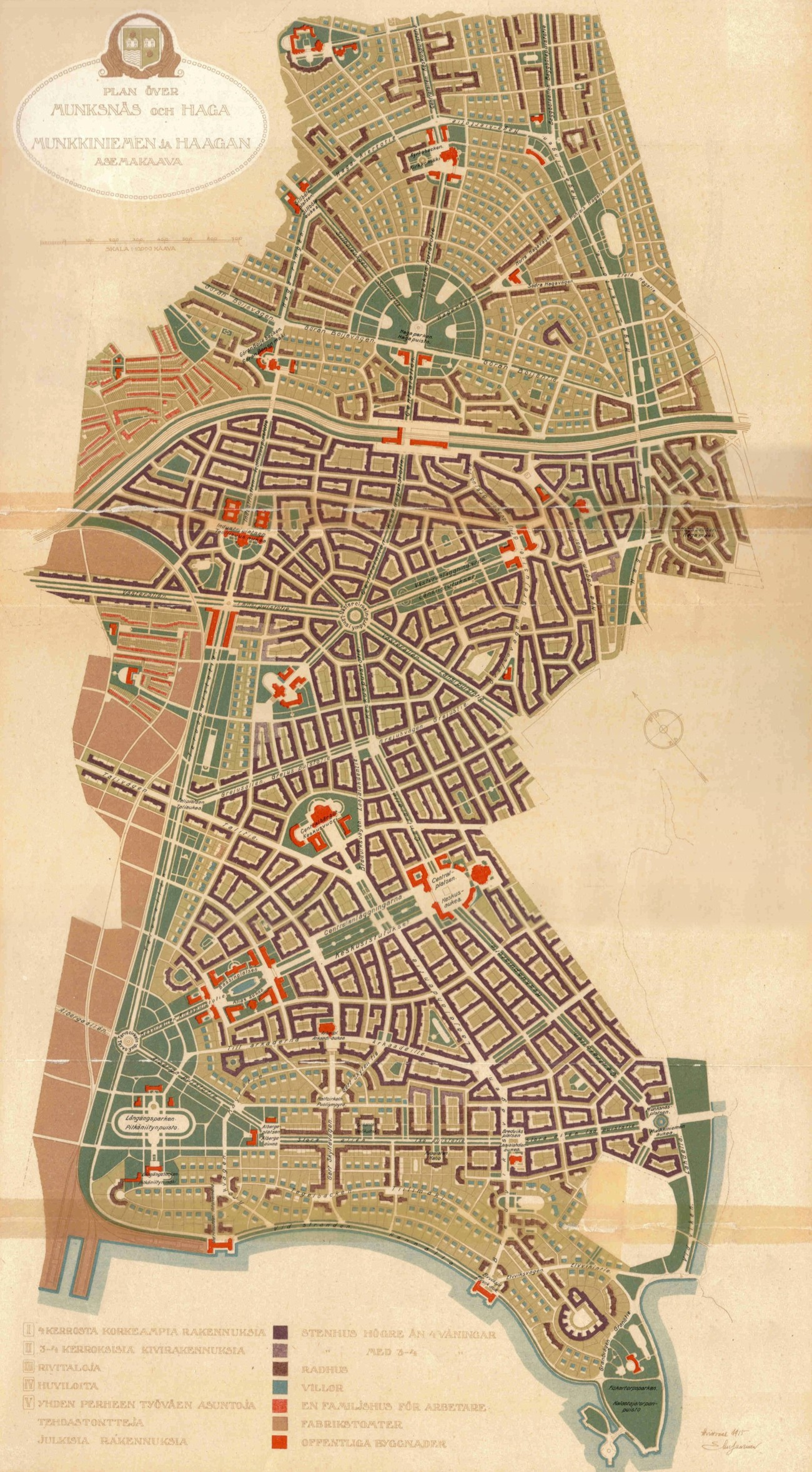
Eliel Saarinens Munksnäs-Haga-plan

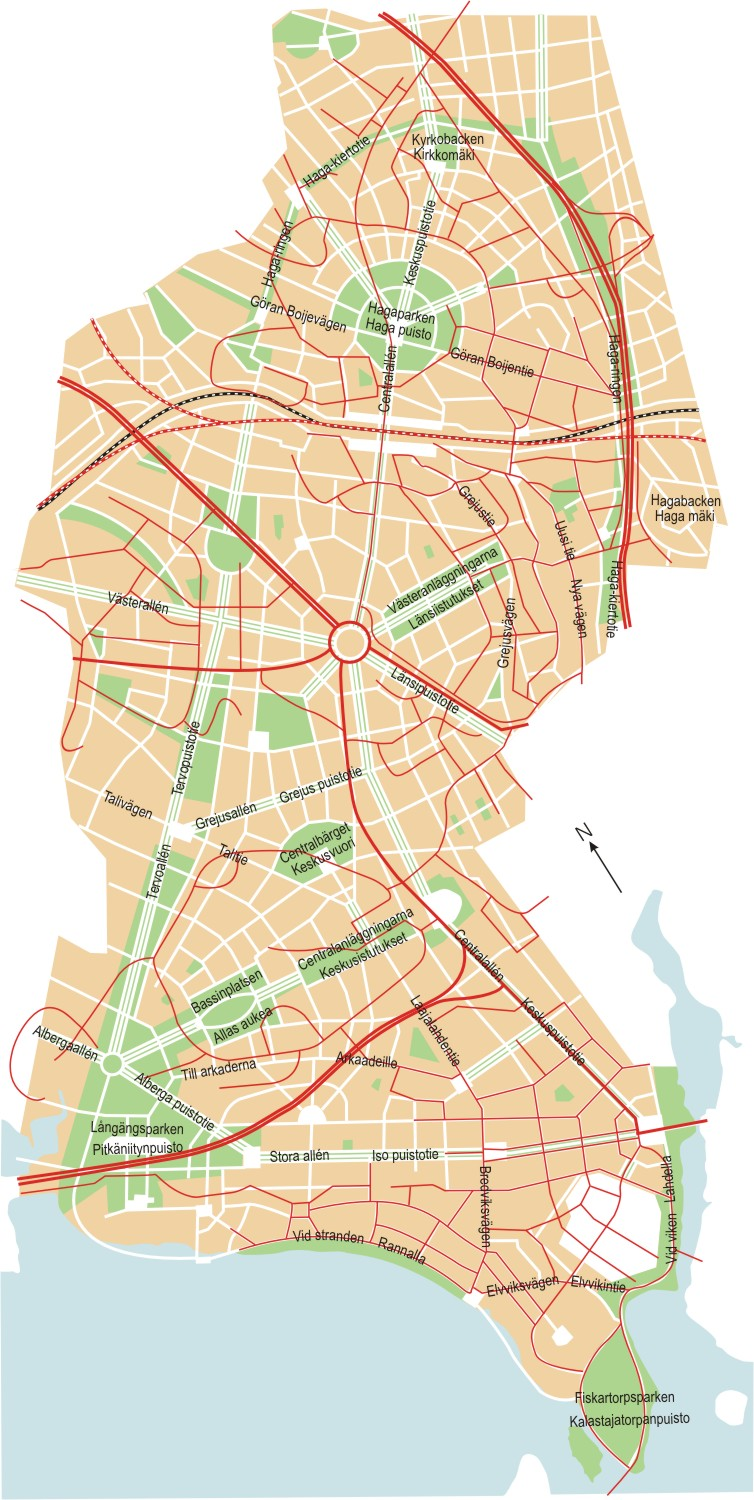
En förenklad skiss av Eliel Saarinens Munksnäs-Haga-plan jämfört med Helsingfors vägnätverk år 2008 (med rött)

Munksnäs-Haga (finska: Munkkiniemi–Haaga-suunnitelma) var en stadsplan för västra Helsingfors skapad av Eliel Saarinen under början av 1910-talet. Planen publicerades i en bok år 1915 vars hela titel lyder Munksnäs-Haga och Stor-Helsingfors. Stadsplansstudier och förslag av Eliel Saarinen. Planen gjordes i samarbete med Helsingfors stadsplanearkitekt Bertel Jung, speciellt gällande kommunikationerna mot staden, och de båda arkitekterna kom senare att göra planen Pro Helsingfors tillsammans.
Aktiebolaget M.G. Stenius bad Saarinen göra upp en stadsplan för de områden företaget ägde i Munksnäs och Haga väster om Helsingfors. Den första versionen presenterades år 1911 och dominerades av monumentalism. Den kritik som Saarinen fick för sitt förslag till stadsplan för Canberra samma år gjorde att han minskade de formalistiska elementen i sitt följande förslag. I sitt slutgiltiga förslag presenterade Saarinen avenyer i Haussmannstil, intima bostadsområden inspirerade av Raymond Unwin och stora bostadsblock inspirerade av Otto Wagner.
Planen presenterades för allmänheten på hösten 1915 genom en utställning med en skalenlig modell på 4×2½ meter och illustrationer, samt en bok som trycktes på svenska och finska i 3 000 exemplar vardera. Den stora upplagan var tänkt att göra reklam för det nya området. Dessutom rönte planerna ett stort intresse i bland annat pressen. Kritiken var mestadels positiv. Bertel Jung tyckte att planen kunde innehålla ett större antal parker, men var i övrigt mycket entusiastisk. Enligt vad Saarinens närstående berättade var han mycket ivrig över projektet och arbetade nästan dag och natt på det i sin ateljé i Hvitträsk. Paret Saarinen jobbade tillsammans och modellen gjordes av hans fru Loja Saarinen.
Munksnäs-Haga stadsplan förverkligades i liten skala. Gatunätet i Munksnäs härstammar från planen, men själva stadsdelen är byggd på 1930-talet då funktionalismens ideal inte längre motsvarade Saarinens idéer. Några få byggnader av Saarinen byggdes i Munksnäs. Planen användes dock av finländska arkitekter som en lärobok över stadsplanering.

## Bakgrundsutredningar

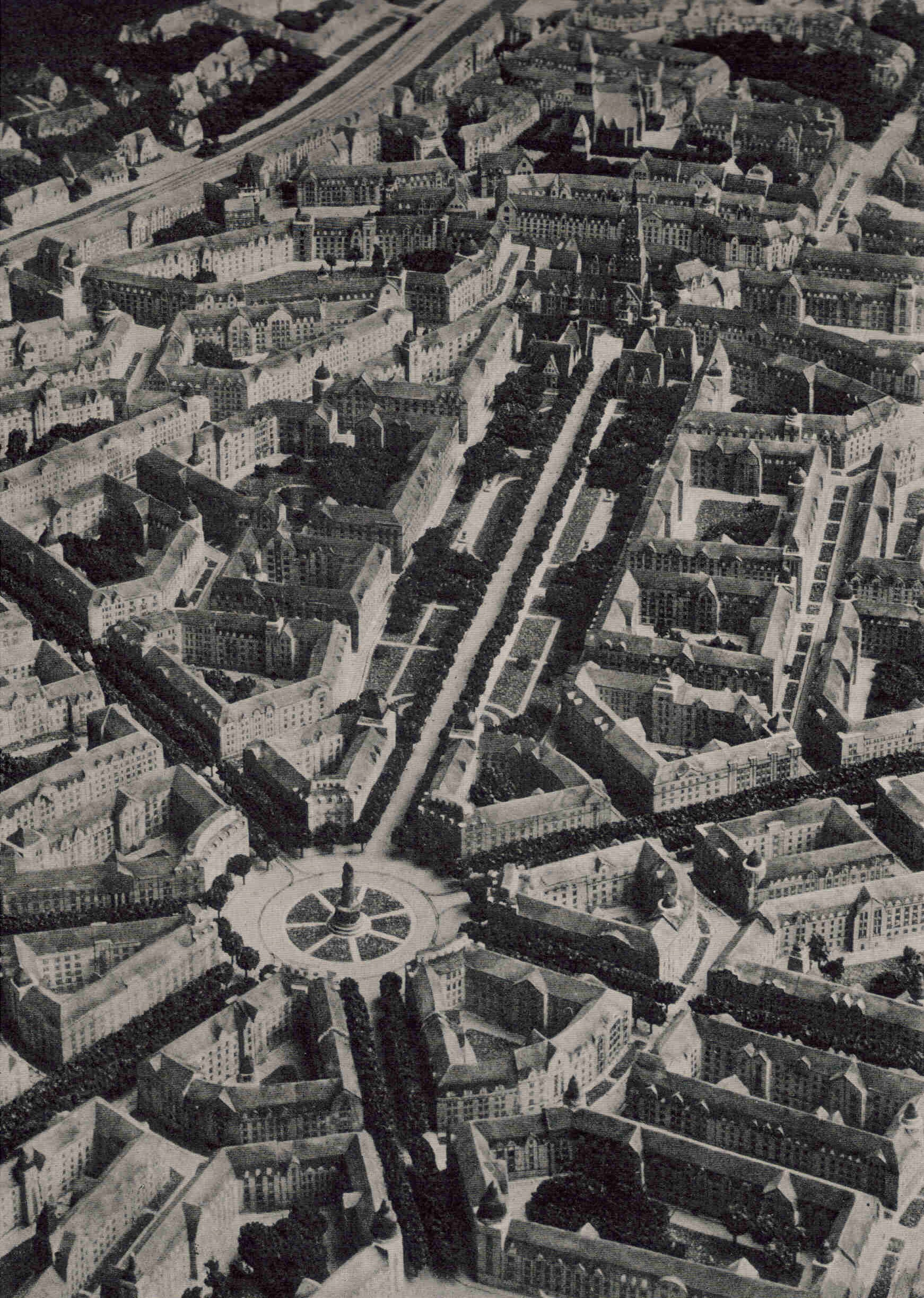
Västercirkeln planerades där nuvarande Haga rondell finns. Kustbanan syns i bakgrunden. Fotografi av modellen.

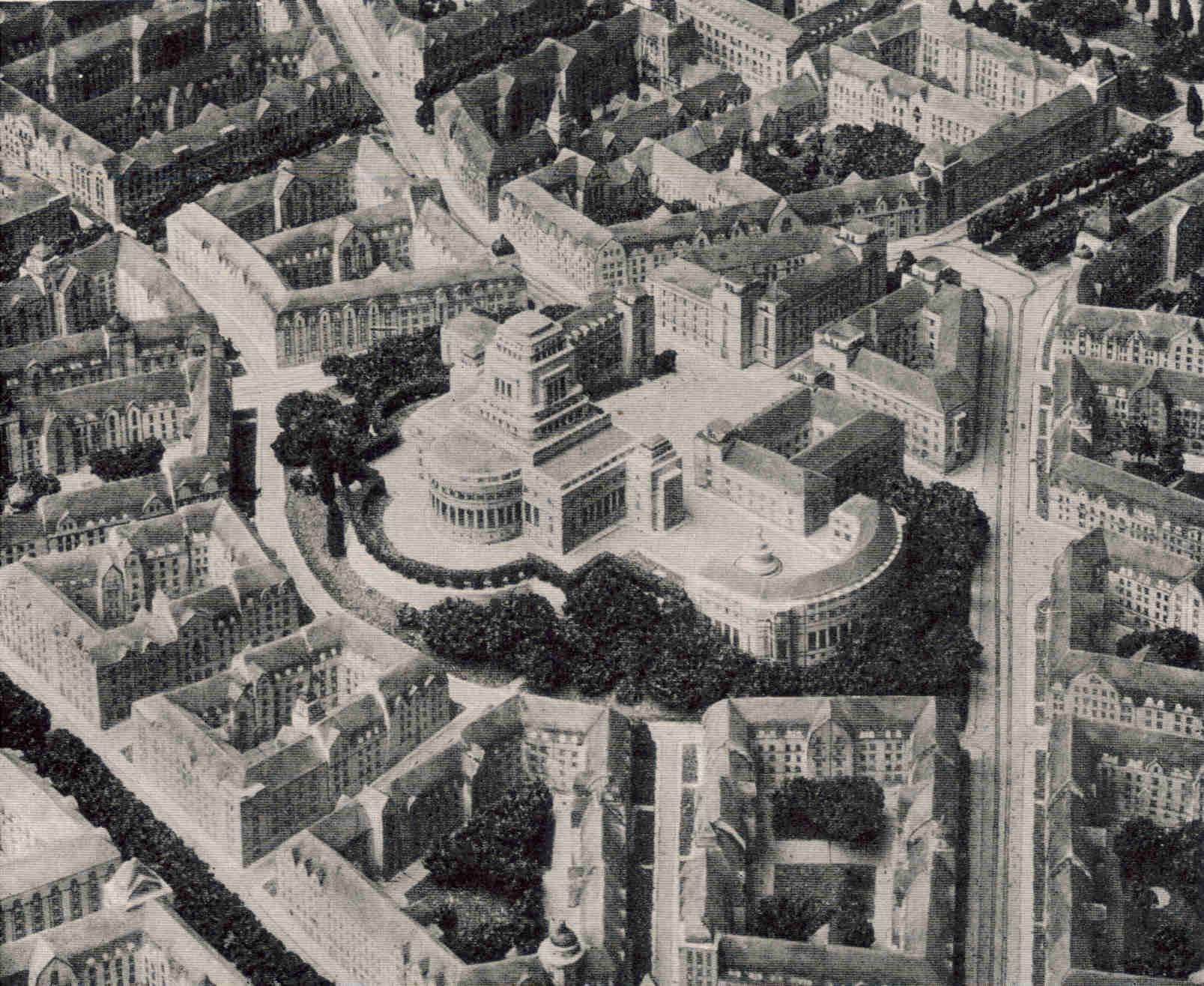
"Centralbärget" ungefär vid nuvarande Munkshöjden. Fotografi av modellen.

Munksnäs-Haga-planen börjar med en introduktion om arkitekturens utveckling från forntid till nutid (det vill säga 1900-talets början). Genomgången tar sin början i det forna Egypten och går vidare via Antikens arkitektur till renässans, barock och rokoko. Samtidigt jämförs äldre stadsplaner med stadsplaner över finska städer, till exempel Jakobstads rutplan med antiken, Borgås slingrande gator med medeltida tyska städer och Fredrikshamns stjärnmönster med barocken. Historiedelen fokuserar mycket på trädgårdsstadsidealet från sekelskiftet 1800/1900 och på Georges-Eugène Haussmanns ombyggnad av Paris i mitten av 1800-talet. Dessa ideal syns tydligt i själva planens utförande. Vidare följer en historisk översikt över hur Helsingfors utvecklats och vilka stadsplaner som uppgjorts. Historieavsnittet skrevs av arkitekten Gustaf Strengell.
Ett mycket omfattande statistikmaterial presenteras som motivering varför Munksnäs-Haga-planen är befogad. Europas befolkning hade ökat från 130 miljoner år 1700 till 400 miljoner år 1900 och enligt den presenterade statistiken skulle befolkningstillväxten fortsätta in på 1900-talet, men tecken på avmattning kunde redan skönjas i Frankrike. Finlands födelseöverskott 1903–1913 var Västeuropas högsta, 14,9 promille och Saarinen argumenterade att Finlands befolkning skulle komma att fortsätta växa med samma takt. Vidare presenterar han statistik om hur antalet storstäder ökat kraftigt i Europa och att denna utveckling också berör Finland. Storstäder i Europa med över 100 000 invånare hade ökat från 22 stycken år 1800 till 158 år 1900 och var tredje europé var stadsbo år 1900 – en tjugofaldig ökning på 100 år. År 1910 bodde endast 15 procent av Finlands befolkning i städer jämfört med Englands 66 procent och Sveriges 25 procent. Saarinen förutspådde att Helsingfors skulle komma att växa raskt och utvecklas under ”de närmast kommande decennierna”.
Saarinen kritiserade Helsingfors dåvarande stadsplanering och beskyllde staden för att inte lösa tomtbristen och försöka få ner de skyhöga tomtpriserna. De höga priserna orsakade ett tätt och osunt byggande på de existerande tomterna och han klagade mycket på det nya området Helsingnäs (nuvarande Eira) som var menat för enfamiljshus, men som bebyggts med, som han kallade det, ”maskerade [hyres]kaserner”.
I Munksnäs-Haga-planen presenteras en beräkning hur Helsingfors befolkning skulle komma att öka de närmaste 30 åren, 1915–1945. Saarinen presenterar tre antaganden om befolkningsutvecklingen, som för Helsingfors del antingen skulle innebära en årlig tillväxt på mellan 42 och 35 promille 1915–1945 i antagande I eller mellan 42 och 16 promille i antagande III. Enligt Saarinen och Bertel Jung fanns det ännu plats för cirka 38 000 personer i Helsingfors existerande stadsdelar, innan man inte längre kunde bygga mera. Saarinen räknade att nya bostadsområden kunde byggas i Vik, Hertonäs, Brändö, Drumsö och Munksnäs-Haga både på stadens och privat mark. På tre kartor presenteras tre alternativa scenarier hur Helsingfors befolkning kunde placeras fram till 1945. Antagande ett innehåller den snabbaste ökningen från 167 000 invånare år 1915 till 550 000 år 1945. Antagande två förutspådde en ökning till 449 000 invånare på främst stadens mark. Antagande tre spådde en befolkningsökning till 373 000 invånare år 1945 på främst privat mark. Saarinen och Jung presenterar siffrorna stadsdelsvis per årtionde. Med facit i hand kan man konstatera att det år 1945 bodde knappt under 300 000 invånare på de områden Saarinen syftade på.
Saarinen undersökte också Helsingfors sociala struktur och delade in invånarna i de välsituerade, medelklassen och arbetarklassen. Enligt honom borde arbetarklassen söka sig mot nordost där också industrierna fanns, medan de borgerliga borde söka sig mot nordväst, med medelklassen mera mot norr och de välsituerade mot söder vid stränderna i Munksnäs och Mejlans. Arbetarklassen utgjorde 55–60 procent av stadens befolkning, medelklassen 27–30 procent och de välsituerade 12–15 procent. Både Stockholm och Köpenhamn, samt tyska städer hade en liknande fördelning. Saarinen hade räknat ut i vilka stadsdelar och i vilken proportion de olika befolkningsgrupperna skulle placera sig 1915–1945 enligt de tre scenarierna. Till exempel år 1925 skulle 25 procent välsituerade, 40 procent medelklass och 35 procent arbetare flytta till Munksnäs, medan Böle skulle få 2 procent välsituerade, 18 procent medelklass och 80 procent arbetare enligt antagande I.

## Stor-Helsingfors

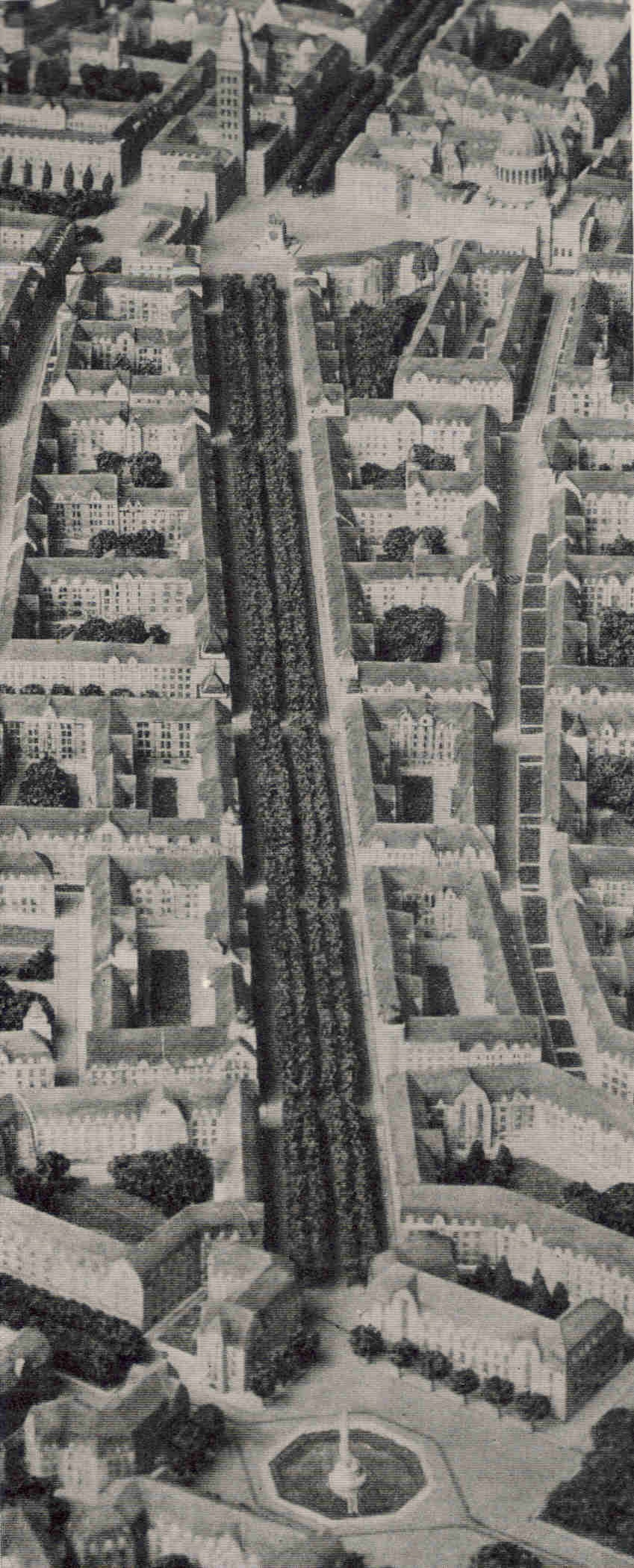
Centralallén motsvaras av dagens Hoplaksvägen. I förgrunden Munksnäsplatsen. Fotografi av modellen.

Tillsammans med Bertel Jung hade Eliel Saarinen utarbetat en översiktsplan över hela Helsingforsregionen. Den omfattade hela Helsingforsudden från Munksnäs i väster till Gammelstadsviken i öster och Åggelby i norr.

### Trafik
Helsingfors utveckling mot en storstad hade börjat på 1880-talet. På grund av Helsingfors läge på en udde var de enda möjliga utvidgningsriktningarna mot nordväst och nordost, då största delen av udden var bebyggd år 1915. Saarinen ansåg att Helsingfors dåvarande gatunät inte var optimalt. Ändamålsenliga trafikleder från centrum till bland annat de södra stadsdelarna, samt Gräsviken och Kronohagen saknades. Den nya Kajsaniemigatan och Västra Chauséen (nuvarande Mannerheimvägen) fick beröm, men Saarinen förutspådde att Västra Chauséen borde breddas för att klara av den ökande trafiken, vilket aldrig gjordes och Mannerheimvägen lider av stockningar än i dag. Östra Chauséen (nuvarande Tavastvägen) var alltför krokig och backig.
Saarinen ansåg att trafiksystemet (vägar och spårvägar) i staden borde utvecklas mot nordväst och nordost. Broar till Drumsö och Brändö var inte att föredra, då de skulle hindra fartygstrafiken norr om dessa broar. Klaffbroar ansåg han vara opraktiska och föredrog färjetrafik. Höga broar skulle inte vara värda de höga kostnaderna. Till exempel Degerö ansåg Saarinen att var helt olämplig för boende året runt.
För ”automobil- och körtrafiken” i Stor-Helsingfors skulle Västra Chausséen med förgreningar utgöra huvudleden mellan city och Munksnäs. Östra Chausséen skulle vara den östra motsvarigheten. Dessutom behövdes en ”automobilutfallsväg” norr om Böle, en sträcka som idag ungefär motsvarar Skogsbackavägen som byggdes först 60 år efter Saarinens planer och som byggdes om till stadsmotorväg åren 2006–2009.
Helsingfors spårvägstrafik inleddes med hästdragna vagnar år 1890. Driften elektrifierades år 1900 och dubbelspår byggdes 1908–1909. Trafiken ökade från 3,1 miljoner passagerare 1902 till 11,6 miljoner år 1914. Saarinen jämförde med övriga nordiska städer, där Stockholm hade flest passagerare, 200 resor per år per invånare, jämfört med Helsingfors på sista plats med 73 resor. I Stor-Helsingforsplanerna presenterade Saarinen följande nya spårvägar: nya banor med flera förgreningar mot Munksnäs-Haga, nya banor mot Vik, Kottby och Åggelby, en ny förlängning av Brändöbanan mot Hertonäs och en linje till Drumsö med eventuell förlängning mot Björnviken.
Förutom de existerande järnvägarna för persontrafik, Stambanan och Kustbanan Åbo-Helsingfors, skulle godsbanor byggas till en ny hamn vid Munksnäs och möjligen till nya industrianläggningar på Drumsö och längs med Gammelstadsviken. Saarinen och Jung föreslog också en möjlighet att bygga förstadsbanor, antingen under eller ovanför gatorna. Banorna skulle börja vid Skillnaden och gå till Sockenbacka station, respektive Åggelby station med en förgrening mot Vik. Åggelbybanan skulle förgrena sig från Sockenbackabanan vid nuvarande operan.

### Bosättning
Helsingfors hade ännu under slutet av 1800-talet sett ut som de flesta städer i Finland med en till två våningar höga trähus med trädgårdar. En ny bostadsform, hyreskasernen, hade sedan undanträngt den gamla bebyggelsen under 1800-talets slut och 1900-talets början. Under 1900-talet var också egnahemsrörelsen en företeelse i bland annat England under devisen ”en familj, ett hus”. En debatt om vilket bostadssystem som var bättre hade pågått under Saarinens tid och själv ansåg han att båda formerna kunde blandas – ”båda äro nyttiga och behövliga”. Hyreskasernerna var det billigare bostadssättet och erbjöd en större flexibilitet jämfört med dem som var bundna till sitt eget hus.
Stadens centrum förutspåddes växa med hyreskaserner och omfatta även Tölö. En arbetarstadsdel höll på att uppstå kring Hagnäs torg. Enligt Saarinen skulle det vara ett stort misstag att planera endast en villastad i Munksnäs-Haga, utan han ville ha ett sekundärt centrum. Först skulle villabebyggelse byggas vid Munksnäs strand och Hoplax station, men denna bebyggelse skulle kompletteras med höga hus mellan de båda villastäderna. Industrier planerades vid Gammelstadsviken, västra Munksnäs och kring Sockenbacka station.
Bertel Jung hade kastat fram ett förslag om skapandet en parkring år 1911 enligt modell i flera storstäder såsom Chicago, Boston och Wien och denna togs upp i planen för Stor-Helsingfors och Munksnäs-Haga. Helsingfors centralpark är ett resultat av Jungs förslag.

## Munksnäs-Haga

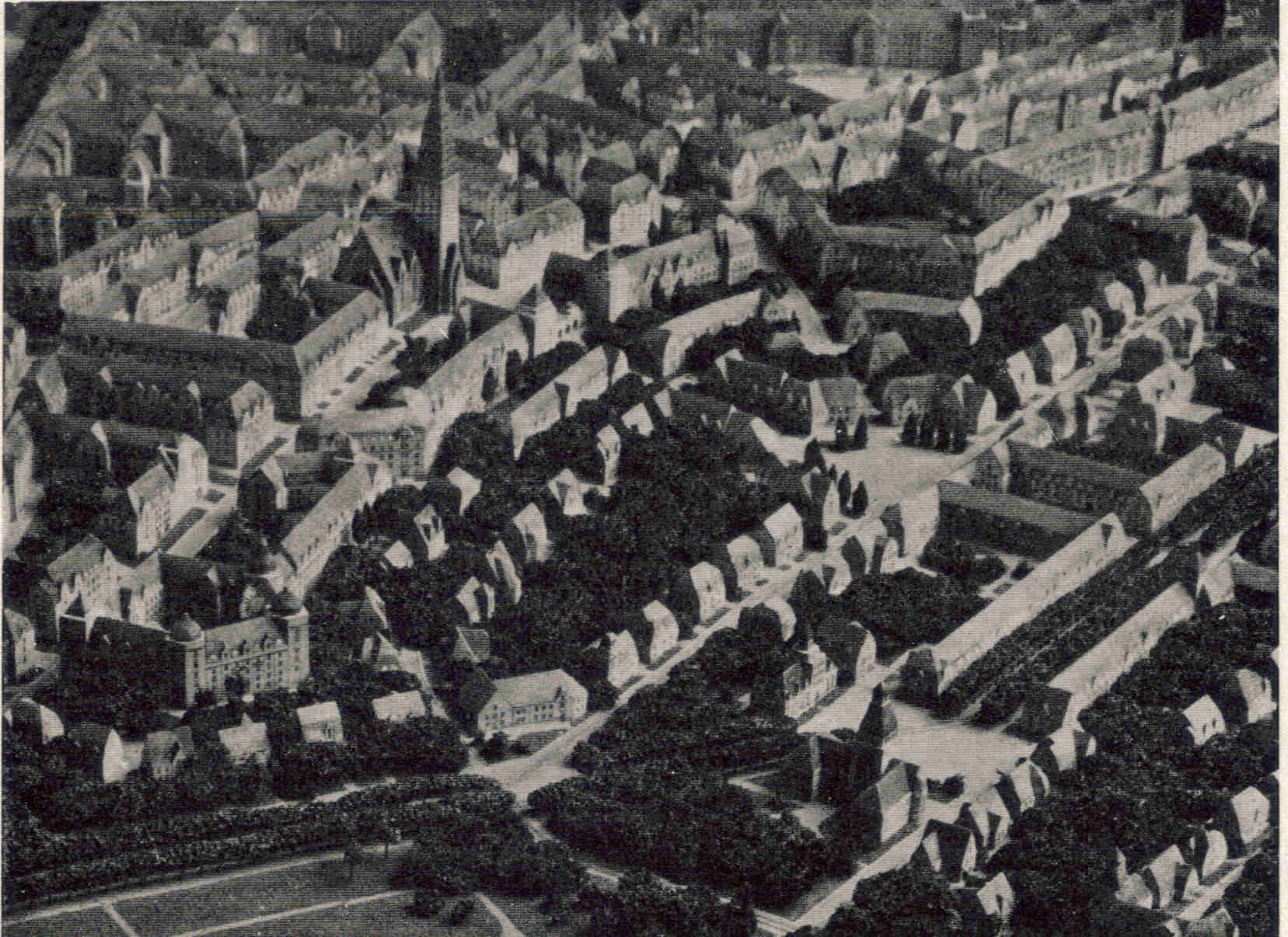
Bebyggelse ungefär där dagens Munkparken ligger. Fotografi av modellen.

Aktiebolaget M.G. Stenius ägde 860 hektar mark mellan Hoplax järnvägsstation och Bredviken nordväst om Helsingfors centrum. Områdena väster om Helsingfors hade länge endast ansetts passa för villastäder. Den nya planen av Saarinen förespråkade bebyggelse enligt det så kallade slutna systemet, och dimensioneringen av gator, kvarter och tomter skulle ske enligt detta. Den nya planen tog hänsyn till de omgivande stadsdelarna och Helsingfors trafiksystem. Ju fortare området bebyggdes desto bättre skulle Saarinens planer kunna förverkligas. Saarinen förutspådde att förseningar kommer att leda till avvikelser, även stora sådana, vilket man med facit i hand kan konstatera att verkligen skedde. Området planerades så att de välsituerade bodde längs stranden i Munksnäs, medan området norr om Hoplax station var avsett för medelklassen. Arbetarklassen bodde i riktning väster mot industrierna i Sockenbacka, medan det stora området i mitten inte hade någon speciell klassdefinition.

### Trafik
Det var viktigt för den nya planen att ta hänsyn till den ökande trafiken i Helsingforsområdet och gatorna planerades tillräckligt breda. De olika arterna av trafik; spårtrafik, biltrafik och lasttrafik, skulle avskiljas från varandra och speciellt den ”snabba automobiltrafiken” skulle avskiljas från den långsammare ”åkare- och lasttrafiken”. Till exempel Västerallén (motsvaras i dagens läge någorlunda av Vichtisvägen och Sockenbackavägen vid Haga rondell) hade tre körbanor i vardera riktningen: de yttersta var avsedda för person- och lasttrafiken, de mellersta för biltrafiken och de innersta för spårtrafiken. Vägkorsningar fanns endast med 300–400 meters mellanrum. En eventuell förstadsbana skulle få plats under eller ovanför bilarnas körbana. Västercirkeln (ligger ungefär där dagens Haga rondell finns) samlade huvudgatorna från åtta riktningar enligt ”gyrationsprincipen”. Centralalléen (motsvaras av dagens Hoplaksvägen) som gick genom hela området var den förnämsta boulevarden. De bredaste avenyerna var 45 meter breda. Vid tidpunkten då Saarinen gjorde dessa planer fanns det endast 190 bilar registrerade i Helsingfors.
Sekundära trafikgator skulle byggas som boulevarder, bland annat Stora allén (dagens Munksnäs allé), radialt för att leda trafiken till och från centrum eller periferiskt för att förmedla den interna trafiken. Eftersom dessa gator var mindre belastade av trafik fungerade de även som promenadvägar. Vid Munksnäs strand hade gatan Vid stranden också en ridväg. Dessa gator var relativt raka för att göra stadens struktur överskådlig och för att indela staden i en klar uppbyggnad.
Mindre gator delades in i lokala kommunikationsgator, bostadsgator och ekonomiegator. Dessa var små, så att två fordon knappt kunde passera varandra. De kantades i stället av gräslindor och planteringar. Saarinen lekte mycket med olika perspektiv på bostadsgatorna, som ibland krökte sig och ibland mynnade ut i en skvär med gräsmattor och planteringar. Byggnaderna runt omkring skulle vara hopbyggda för att ge de rätta gatuvyerna. Ekonomiegatorna byggdes på radhustomternas bakgårdar för att främst tjäna transporten av kol och ved så att denna ”skräpande trafik” inte skulle ske på fasadsidan. Bostadsgatornas bredd varierade mellan 8 och 6 meter, men inget hus skulle byggas närmare än 20 meter från ett annat.

### Bosättning

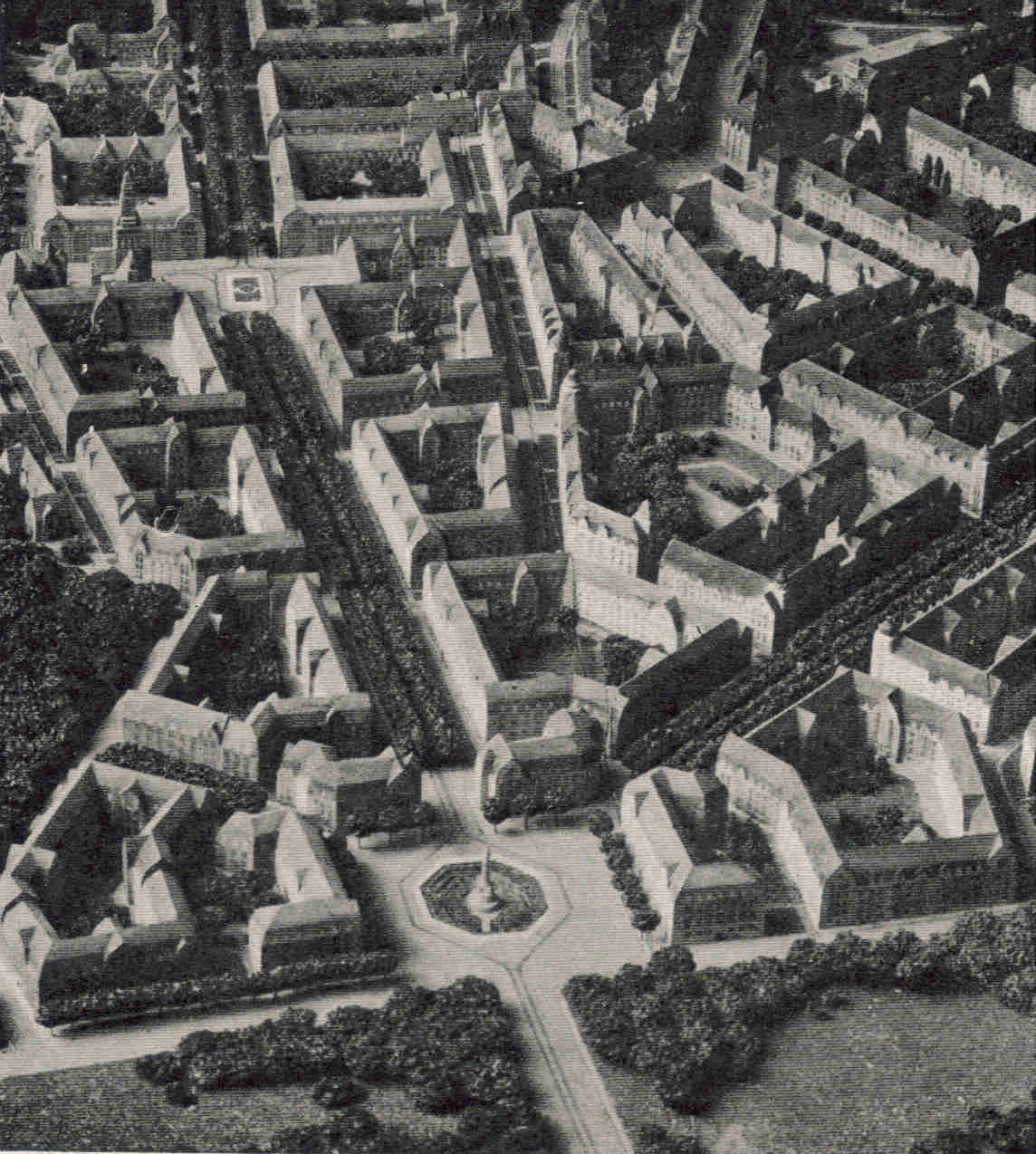
Stora allén, även kallad Munksnäs allé. Munksnäsplatsen i förgrunden och Bredviksplatsen i bakgrunden. Fotografi av modellen.

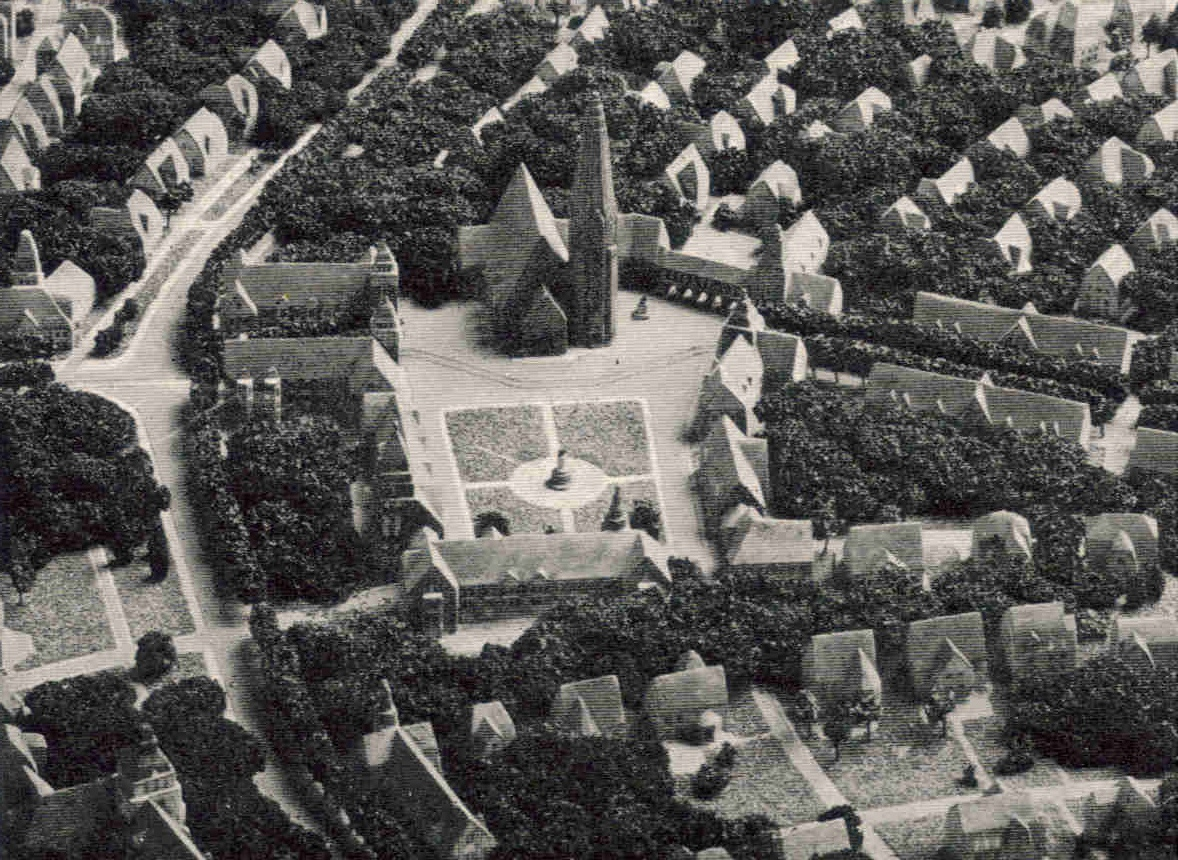
Kyrkobacken i Haga. Fotografi av modellen.

Kvarteren i Munksnäs-Hagaplanen delades in i offentliga byggnader, bosättning med 5–6 våningar, 4–3 våningar eller 3–2 våningar, radhus, villastäder, enfamiljshus för arbetare, parker och fabriksverksamhet. Saarinens principer vid ordnandet av bosättningen var:
- ändamålsenliga bostadsformer för de olika klasserna (egnahem, hyreshus)
- ekonomiskt fördelaktigt användande av terrängen
- hygieniska förhållanden: tillräckligt med ljus och luft och undvikandet av dammiga och stentäckta ytor. 37 procent av hela stadsytan utgjordes av planterade ytor.
- estetiskt tilldragande

Problemet med slutna kvarter var att bakgårdarna var trånga och mörka. Saarinen ville skapa större, pittoreska gårdar med plats för lek eller till exempel tennisbanor. Baksidan av byggnaderna kunde dekoreras med torn och gavlar, vilka å andra sidan skulle undvikas på gatusidan. Odlingslotter på innergården kunde hyras ut till invånarna i medelklass- och arbetarkvarter. Minsta avståndet till motstående byggnad var 20 meter och de viktigaste rummen skulle placeras på gårdssidan för att ge lugn och ljus. Också balkongerna skulle placeras mot gården.
Gator i nord-sydlig riktning hade planteringar på bägge sidorna medan väst-östliga gator planterades på den norra sidan. Saarinen argumenterade att detta var ett mera effektivt sätt att bygga på då man kunde bygga högre hus då avståndet mellan husen var större. Ändå täckte husen endast 37,5 procent av tomtarealen. I Munksnäs höghuskvarter var effektivitetsförhållandet mellan bostadsyta och tomt 2,32. Detta var mera effektivt än i till exempel Skatudden, trots att Munksnästomterna hade mera fritt utrymme kvar. Maximihöjden för byggnader var i regel 23 meter eller 6 våningar, men Saarinen ville att man vid behov skulle få bygga högre för att få en varierad stadssiluett. Själv planerade han den 10 våningar höga Bredviksborgen var dagens hotell Fiskartorpet i Munksnäs finns. Borgen, med en diameter på 100 meter, skulle utgöra en ståtlig anblick från havet.
Saarinen introducerade en ny bostadstyp i Finland som inte tidigare byggts, radhuset. Modellerna tog han från de nya trädgårdsstäderna i England, bland annat Hampstead Garden Suburb. Radhusens gårdar bestod av små planteringar mot gatan och en större gård på baksidan mot ekonomiegatan. Radhusägaren kunde antingen själv uppföra sitt radhus eller så kunde ett byggnadsföretag bygga hela komplexet på en gång. Speciellt för arbetarbefolkningen skulle det bli billigt om ett företag byggde själva stommen, medan ägaren själv stod för de inre arbetena. Saarinen presenterade i boken Munksnäs-Haga ett tiotal typritningar för olika radhus, kompletta med rumsindelning och fasader. De olika typerna skulle sedan placeras enligt planerna för de olika kvarteren.
En ny typ av villabosättning skulle byggas i Munksnäs och Haga. Dittills hade villorna behövt ett stort område och man ville ha känslan av att bo på landet. Problemen blev då ordnandet av kommunalteknik som blev oproportionerligt dyr och underhållet av en enorm trädgård. Saarinen ville tvärtom att villaägarna skulle ha en ”tillräckligt liten tomt” så att belysning och kommunalteknik kan ordnas och att man själv klarar av att sköta trädgården. Tomterna skulle vara avlånga för att öka avståndet till grannarna från huvudfasaden. Vid kortsidan kunde mindre viktiga rum placeras. Villorna fick vara två våningar höga, plus en mansardvåning. Mindre byggnader såsom garage, växthus och paviljonger fick uppföras på tomten enligt byggnadsnämndens godkännande. Isolering från grannarna skulle ske med flygelbyggnader, planteringar och murar. I Munksnäs måste villorna vara byggda av sten, i Haga tilläts också trähus.

### Estetiska principer
De estetiska principer som Saarinen använde kom från olika stilriktningar. Han beundrade den medeltida enkelheten där endast vissa offentliga byggnader var rikligt dekorerade. Paris enhetlighet gjorde intryck på Saarinen. I Finland saknade Saarinen enhetlighet och sunda byggnadstraditioner. Enligt Saarinen var det inte dyrt att bygga vackert, eftersom det oftast var det enkla som var vackert. Goda proportioner, vacker färg och en behaglig färgsammansättning var ingredienserna till en lyckad stadsmiljö.

### Namn
Saarinens plan innehöll flera namn på gator, skvärer och parker. De stora boulevarderna kallades ofta för alléer, till exempel redan nämnda Centralallén och Stora allén. Torg och skvärer benämndes platser, så som Bredviksplatsen, Centralplatsen och Bassinplatsen (”Bassängplatsen”). Planen innehöll två rondeller som kallades Tervocirkeln (efter den närliggande ön Tarvo) och Västercirkeln. Vissa vägar hade namngetts efter historiska personer med anknytning till området, till exempel Gert Skytte och Göran Boije. Det fanns tre stora landskapsparker: Fiskartorpsparken i söder, Långängsparken i väster och Hagaparken i norr. Två stora esplanadliknande parker kallades Centralanläggningarna och Västeranläggningarna. Saarinen ritade också en del hus som var grupperade kring en liten skvär enligt Raymond Unwins trädgårdsstadsmodell och kallade dem Kvadraten och Fyrkanten. De mest speciella gatunamnen var de namn som började på 'vid' eller 'till'. Han introducerade dem för att få mera variation bland gatunamnen. Exempel är Vid Ritoudden, Vid stranden, Till borgen eller Till arkaderna.

### Administration

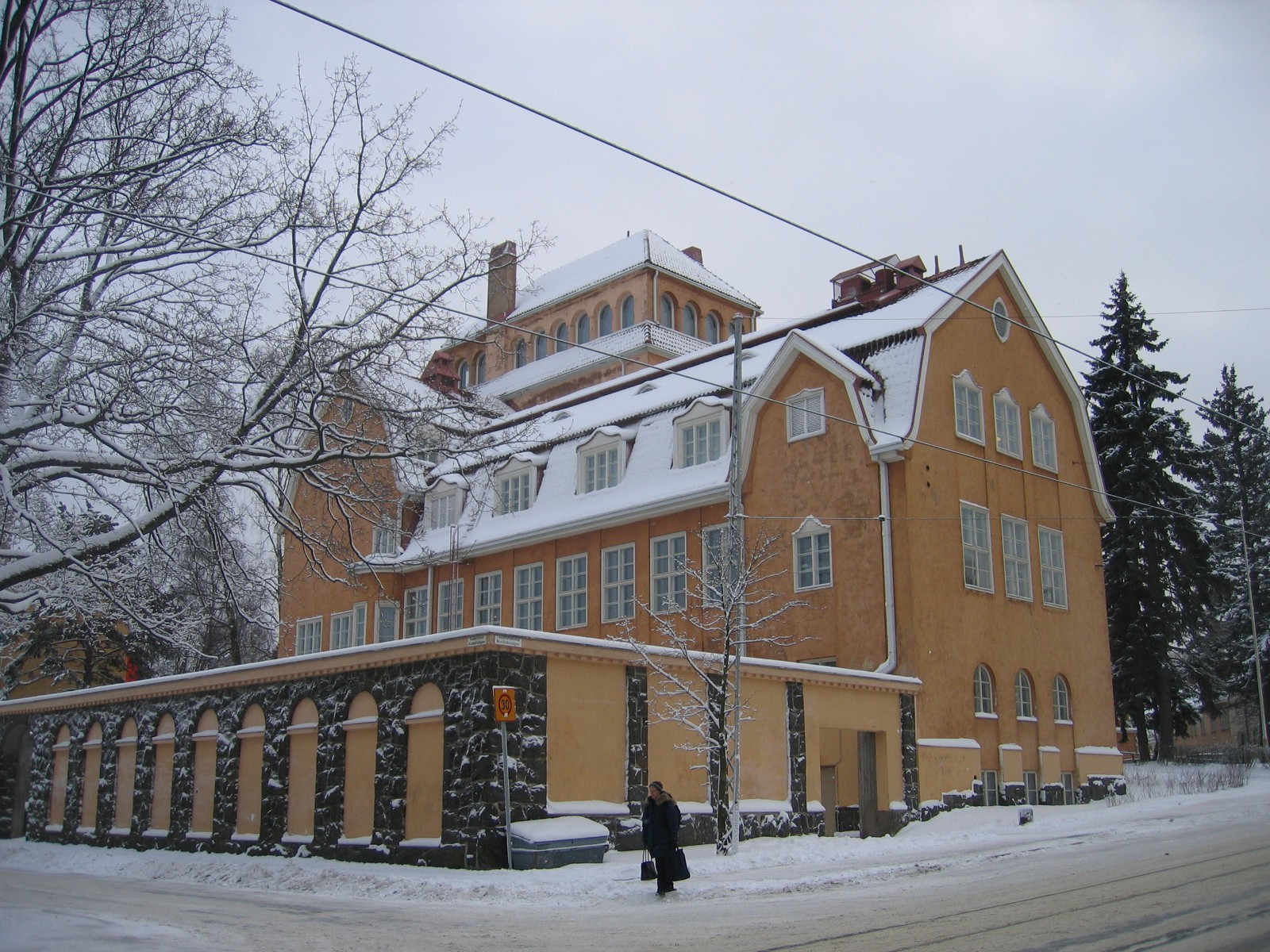
Munksnäs pensionat, senare Kadettskolan.

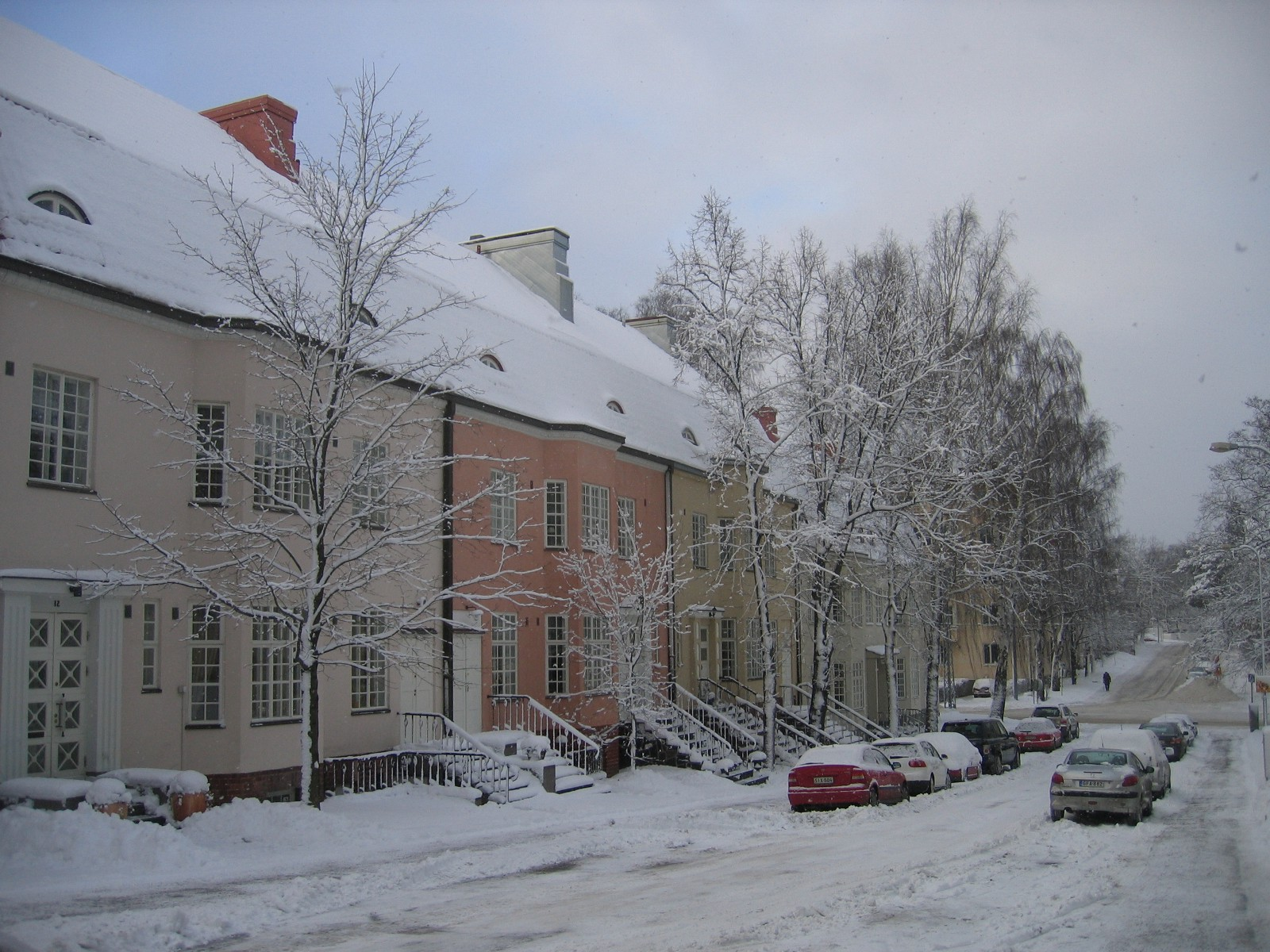
Eliel Saarinens radhus vid Holländarvägen.

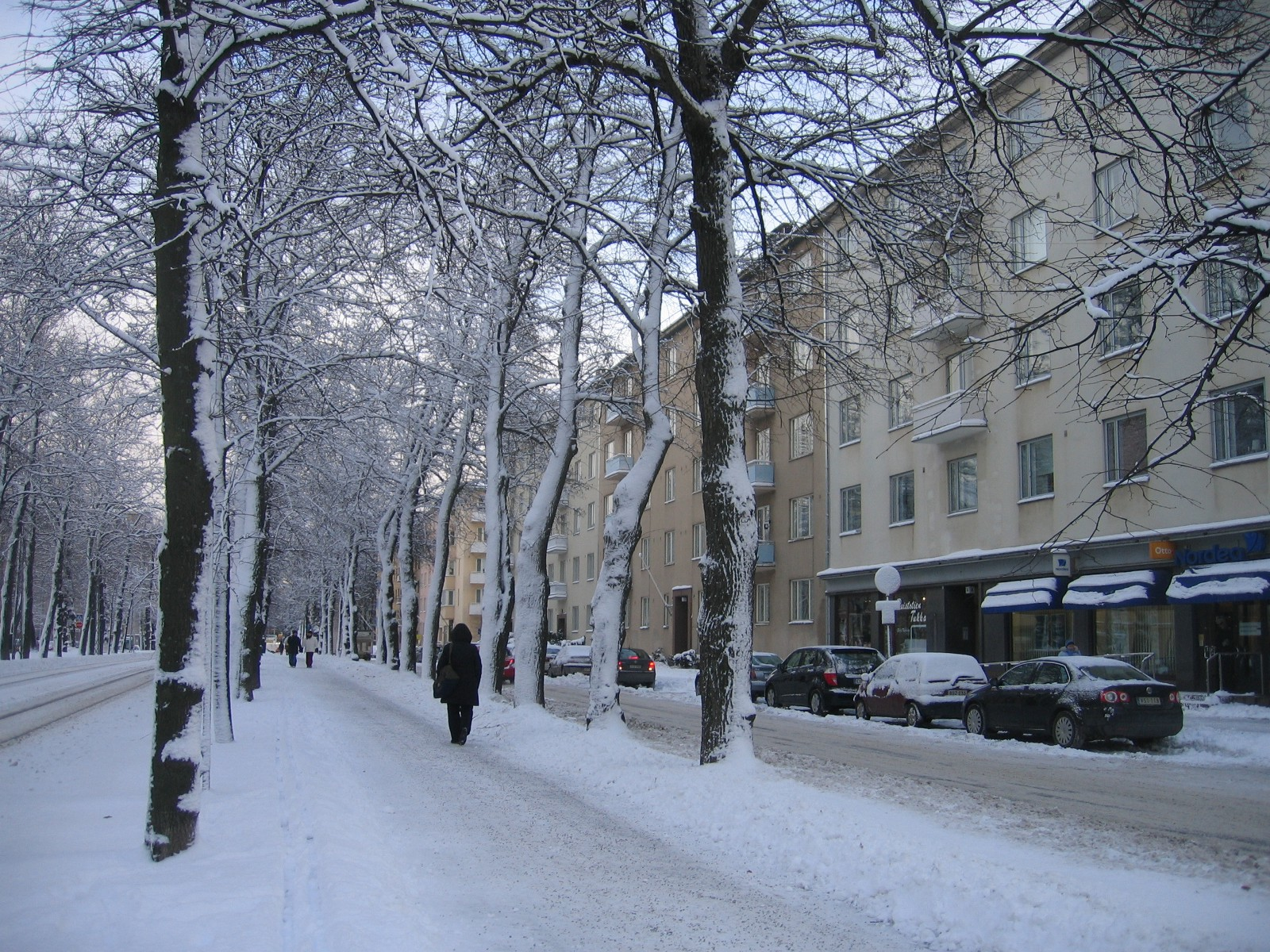
Saarinens Stora allén, numera Munksnäs allé, med funkisbyggnader från 1930-talet.

En byggnadsordning skulle upprättas för att styra byggandet i Munksnäs och Haga. För att kontrollera byggnadsverksamheten skulle en byggnadsnämnd med långtgående befogenheter inrättas. För byggandet skulle länets guvernör fastställa en byggnadsplan och utöver denna skulle det egentliga byggandet regleras i en detaljplan.
År 1914 bodde det 1 996 invånare i Munksnäs och Haga och området hörde till Helsinge kommun. Haga villaområde utgjorde ett samhälle med sammanträngd befolkning (jämför Sveriges municipalsamhälle) sedan år 1908. Munksnäs-Hagaplanen föreslog att hela området skulle bilda en egen kommun, helst en stad. Eftersom bildandet av en stad kunde ta alltför lång tid hos myndigheterna föreslogs området bilda en köping. Det tredje alternativet var att bilda en landskommun, vilket ur en processynvinkel var mycket enkelt. År 1920 kom Munksnäs, Haga och Drumsö att bilda Hoplax kommun. Haga bröt sig ur och bildade en egen köping år 1923. En inkorporering med Helsingfors kastades fram i Munksnäs-Hagaplanen men ansågs inte nödvändig. Haga villastad och Hoplax kommun inkorporerades med Helsingfors år 1946.
Munksnäs-Haga spårvägar inledde sin trafik 22 december 1914. Spårvägen ägdes av Aktiebolaget M.G. Stenius och trafikerades med två till tre turer per timme. I praktiken var det Helsingfors stad som bedrev trafiken via Spårvägs- & Omnibus-Aktiebolaget i Helsingfors. Vatten skulle fås via grundvatten som pumpades ur marken inom Munksnäs och Haga. Då grundvattnet inte längre räckte till kunde en vattenledning byggas från Vanda å. Byggandet av den första pumpstationen hade redan inletts år 1915. Elektricitet skulle fås via Helsingfors stad som sålde elen till M.G. Stenius. Helsinge kommun hade en svensk folkskola i Munksnäs och en finsk i Haga. Vidare utbildning skulle ske i Helsingfors.

## Förverkligandet av Munksnäs-Haga
Munksnäs-Hagaplanen förverkligades i mycket liten utsträckning. Orsaken var första världskriget och den ekonomiska nedgång kriget medförde. Dessutom blev Finland självständigt år 1917, vilket efterföljdes av ett inbördeskrig januari–maj 1918 som tärde på landets resurser. De byggnader som förverkligades finns i Munksnäs: radhusen på Holländarvägen (Saarinen, 1920) och Munksnäs pensionat, senare Kadettskolan (Saarinen, 1918). Av de viktiga boulevarderna byggdes endast halva Stora allén (Munksnäs allé) och Centralallén (Hoplaksvägen). Funkisbyggnaderna som byggdes längs med Munksnäs allé och Hoplaksvägen på 1930-talet avvek från Saarinens planer, främst gällande fasaderna, men också de slutna kvarteren förblev oförverkligade. Det som förverkligades närmast andan i Saarinens planer är villaområdet vid Munksnäs strand, där gatorna och tomtindelningen i stor utsträckning följer Saarinens ritningar. Själva byggnaderna härstammar dock från mycket olika perioder mellan 1920 och 1980. Också gatunätet i Gamla Munksnäs är till stora delar byggt enligt Munksnäs-Hagaplanen. Historieavsnittet i artikeln Munksnäs behandlar mera detaljerat hur det gick för Saarinens planer i Munksnäs.
I Haga förverkligades vissa köpingsplaner enligt Munksnäs-Hagaplanen, men byggnadsmässigt byggdes Haga villasamhälle ut som en vanlig villastad med trähus på stora tomter. År 1946 inkorporerades Haga köping med Helsingfors och nästan alla villor ersattes av höghus på 1950-talet, vilka var fritt utplacerade i terrängen.
Bland de vägnamn som finns i Saarinens plan används än i dag Bredviksvägen, Bredviksplatsen, Munksnäsplatsen och Tegelbacken. Flera gator i Munksnäs bytte namn år 1950, bland annat Stora allén som blev Munksnäs allé och Borgvägen (ursprungligen Till borgen) som blev Holländarvägen. Modellen som gjordes för Munksnäs-Haga finns utställd på Helsingfors stadsmuseum.